# Зосима (Еремеев)
Архиепи́скоп Зоси́ма (в миру Зо́тик Иоаса́фович Ереме́ев; 12 января 1947, Сырково, Резинский район — 15 августа 2023, Москва) — архиерей Русской православной старообрядческой церкви, архиепископ Донской и Кавказский (2004—2023).
Тезоименитство — 30 декабря (12 января).

## Биография
Родился в 1947 году в селе Сырково (Серково) в Молдавской ССР в многочисленной старообрядческой семье. С пяти лет научился Церковной грамоте — чтению, а затем и Церковному знаменному пению. Воспитывался в строгости, в трудностях, в ревности к Богу.
После окончания неполной средней школы, заканчивал профтехучилище с одновременным окончанием курса средней школы.
В 1970-е годы руководство Русской православной церкви выразило пожелание, чтобы представители старообрядческих согласий на льготных условиях учились бы в московских и ленинградских духовных школах. Из РПСЦ было отправлено 5 кандидатов, в том числе Зотик Еремеев.
Окончил Московскую духовную семинарию. Процесс обучения проводился одновременно с трудовой деятельностью.
По окончании духовной семинарии был направлен на работу в Кишинёвскую епархию Русской православной церкви, где был устроен в качестве помощника секретаря и по совместительству должен был участвовать в хоре кафедрального собора Кишинёва. Как указывается в «Обращении прихожан Русской Православной Старообрядческой Церкви к местоблюстителю престола Митрополита Московского и всея Руси архиепископу Иоанну и Собору РПСЦ», «Принял эти предложения с целью последующего совершенствования знаний в духовной академии». «Нужно отметить, что ему много раз предлагалось принять священный сан в никонианской Церкви как грамотного и отличного выпускника духовной семинарии, однако он всякий раз отказывался, твердо зная цель своего временного пребывания в этой Церкви. <…> он воочию увидел еретичность новообрядческой церкви в её учении и практической деятельности и глубже утвердился в истинно православно — старообрядческой Церкви <…> благодаря знанию молдавского языка он многим молдаванам, сегодня прихожанам Кишинева и др. Общин помог обрести истинную веру, которые впоследствии стали ревностными христианами Православно — Старообрядческой Церкви. <…> В новообрядческой Церкви узнали о фактической деятельности работника Кишиневской Епархии Зотика, и он был вынужден уволиться и расстаться с желанием о поступлении в духовную академию».
Долгое время служил уставщиком в селе Губино Орехово-Зуевского района Московской области. В 1990 году митрополитом Московским и всея Руси Алимпием (Гусевым) рукоположен в священники к данной церкви.
Был женат, но ради принятия епископского сана развёлся и принял монашество, приняла монашество и его бывшая жена.
21 октября 1993 года митрополитом Московским и всея Руси Алимпием (Гусевым), епископом Силуяном (Килиным) и епископом Иоанном (Витушкиным) хиротонисан во епископа Кишинёвского и всея Молдавии.
21 октября 2003 года написал обращение с просьбой принять его в клир Белокриницкой митрополии с центром в Румынии.
23 октября 2003 года указом митрополита Алимпия был запрещён в священнослужении.
27 октября 2003 года Освященный Собор РПСЦ в Румынии, состоявшегося в старообрядческой митрополии в городе Браила, заслушав «устное и письменное от 21 октября 2003 года обращение епископа Зосимы», постановил: "…1. принять в церковное общение епископа Зосиму (Еремеева) с 21 октября 2003 года (нов. ст.) с приходящими с ним христианами временно. <…> 3. Создать из присоединившихся приходов временную российскую епархию Белокриницкой митрополии до времени наведения в Московской митрополии канонического порядка <…> 4. Назначить правящим архиереем вновь созданной епархии преосвященного епископа Зосиму (Еремеева), с нахождением в духовном подчинении Белокриницкой митрополии (г. Браила, Румыния).
Дело епископы Зосимы было детально рассмотрено на Освященного Соборе РПСЦ в Москве, состоявшемся 9-11 февраля 2004 года. Указ митрополита Алимпия о единоличном запрещении епископа Зосимы был отменён «как противоречащий канонам Церкви»
11 февраля 2004 года Освященный собор постановил: «2.1 Принять к сведению прошение епископа Зосимы о возвращении в юрисдикцию Московской митрополии РПСЦ, поступившее 11 февраля 2004 года. 2.2 Оставить в силе решения Освящѐнного Собора от 10 февраля 2004 года, „О положении в епархии Кишиневской и всея Молдавии“. 2.3 Суждение о месте временного служения епископа Зосимы предоставить митрополиту Андриану после предоставления епископом Зосимой отпускной грамоты от Митрополита Белокриницкого Леонтия. 2.4 Суждение об определении места постоянного служения епископа Зосимы иметь на очередном Освященном Соборе».
22 октября 2004 году назначен управляющим Донской и Кавказской епархией.
После смерти митрополита Андриана (Четвергова) рассматривался как его возможный преемник. Пресс-секретарь Московской митрополии РПСЦ Сергей Вургафт в связи с этим отметил, что епископ Зосима обладает «фундаменталистскими взглядами, авторитарностью и видит Церковь гораздо более закрытой и строгой к своим членам структурой», «На мой взгляд, епископ Зосима менее, чем все другие архиереи, будет склонен к продолжению политики открытости». 18 октября 2005 года также участвовал в выборах предстоятеля РСПЦ, набрав в первом туре 23 из 245 голосов и заняв третье место.
12 января 2017 года в Покровском храме города Ростова-на-Дону во время Божественной литургии в память священномученика Зотика и в честь 70-летнего юбилея Владыки Зосимы, митрополит Корнилий (Титов) возвёл епископа Зосиму в достоинство архиепископа.
20 июля 2023 года лёг на плановое лечение в кардиологическое отделение Клинической больницы имени Сеченова в Москве. 29 июля его состояние обострилось и с диагнозом бактериальная пневмония он был переведён в реанимацию. 1 августа введён в медикаментозный сон и подключён к аппарату ИВЛ. 3 августа священники Иоанн Севастьянов и Василий Трифан совершили над ним таинство соборования. Скончался вечером 15 августа 2023 года в 19:40 в реанимационном отделении от последствий коронавирусной инфекции.